# Frédéric Horning
Pour les articles homonymes, voir Horning.
Frédéric Théodore Horning (Friedrich Theodor en allemand), né le 25 octobre 1809 à Eckwersheim (Bas-Rhin) et mort le 21 janvier 1882 à Strasbourg, est un pasteur et théologien protestant alsacien qui est l'un des principaux acteurs du « réveil luthérien » en Alsace au XIXe siècle. Pendant la plus grande partie de son activité, il exerce son ministère à l’église protestante Saint-Pierre-le-Jeune de Strasbourg.
Son fils, l'historien Paul Guillaume Horning (1843-1927), est également pasteur dans cette même église.

## Origines, formation et premières années

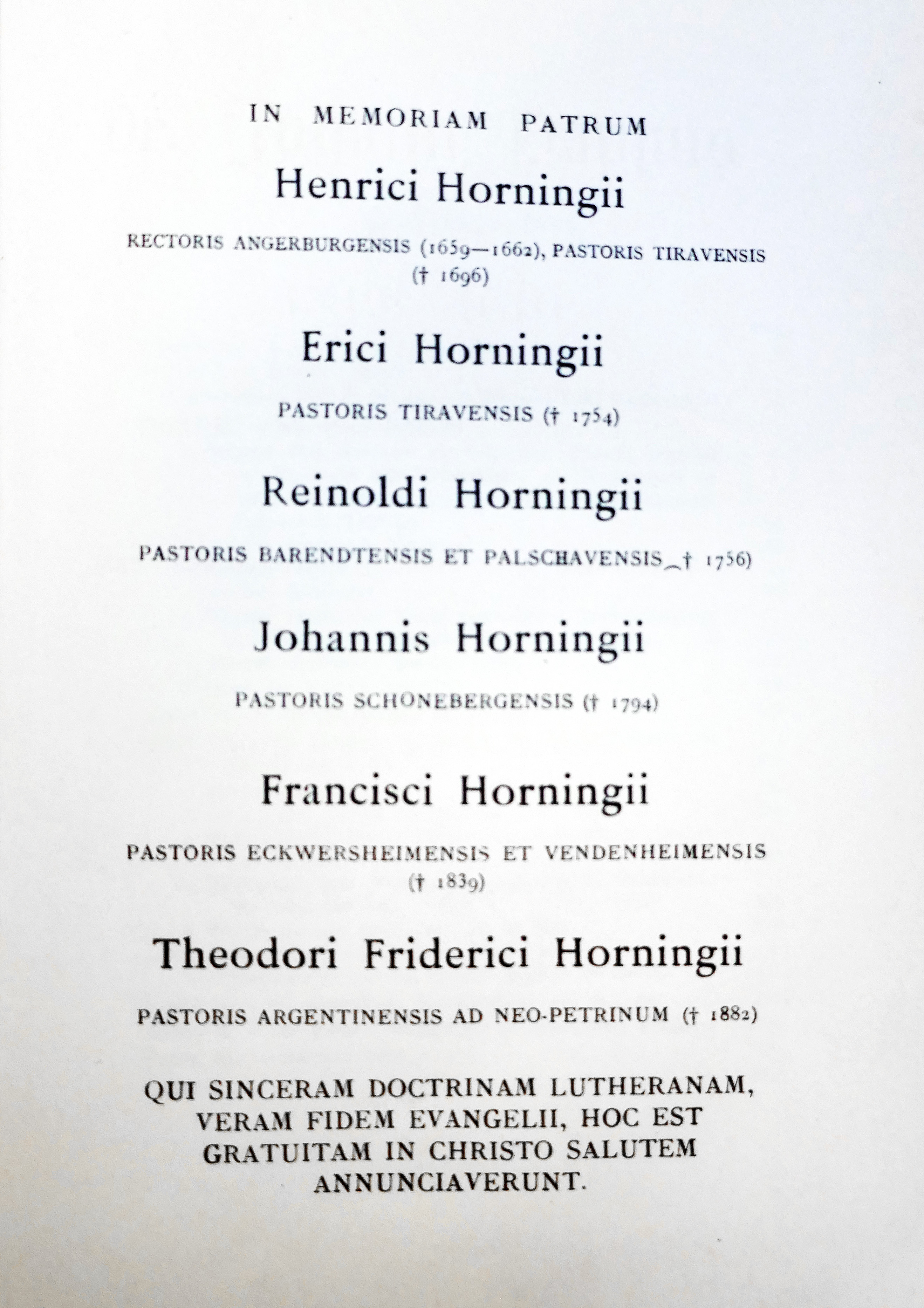
Une famille de pasteurs.

Du côté paternel, ses ancêtres, originaires de Suède, sont arrivés en Alsace au XVIIIe siècle. Il est le fils d'Éléonore Marguerite Brida et de François Frédéric Horning, pasteur libéral sur le plan théologique, courant dominant dans le protestantisme français jusque dans les années 1850. Le jeune Horning lui-même est influencé par le libéralisme, pendant ses études de théologie, effectuées à Strasbourg et à Genève. De 1832 à 1834, il est vicaire à Ittenheim, puis auprès de son père. En 1833 il soutient à la faculté de théologie protestante de Strasbourg sa thèse de baccalauréat Conjectures sur la vie et l'éducation d'Otfrid, moine de Wissembourg, moine réputé pour sa poésie en langue allemande. Il poursuit en 1834-1835 des études à Genève, puis devient pasteur à Graffenstaden de 1836 à 1845. Des expériences pastorales et la lecture d’ouvrages d’édification et de théologie d’obédience luthérienne le poussent vers un luthéranisme confessionnel, qu’il réussira à restaurer dans une partie de plus en plus large de son Église.

## Le prédicateur

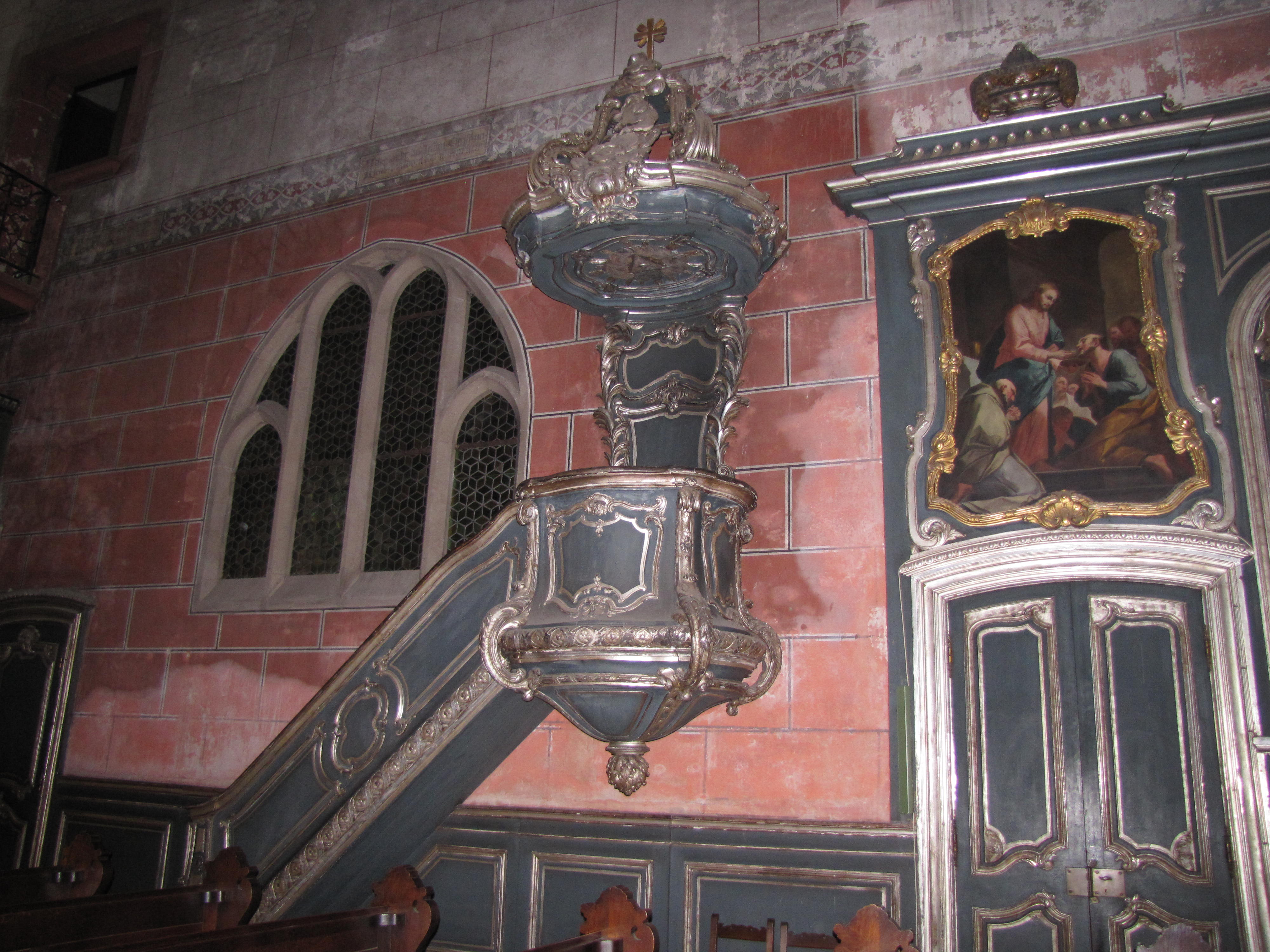
Chaire de l'église Saint-Pierre-le-Jeune.

C’est un prédicateur puissant dont l’art oratoire en impose même à ses adversaires : un « torrent mugissant », nous dit un témoin de l’époque. Selon un autre, sa prédication n’est pas un « harmonium de salon destiné à un petit cercle, mais un orgue puissant, avec des bombardes et de grosses basses, des voix humaines et voix célestes » qui soulèvent l’enthousiasme des auditeurs. Et ceux-là sont de plus en plus nombreux. Ils apprécient le langage imagé et percutant, la pensée claire et structurée, la profondeur spirituelle du message. Horning dépasse le moralisme et le rationalisme qui marquaient souvent les prédications de l’époque. Il prêche la sainteté de Dieu, invite à la pénitence, annonce la justification par la foi, tout en incitant ses auditeurs à la sanctification. La polémique n’est pas absente. Elle vise aussi bien les autorités de l’Église que les pasteurs libéraux : Horning stigmatise ce qu'il estime être une « infidélité à l’égard du message biblique et aux confessions de l’Église luthérienne ». « Je suis comme le chien du bon berger », dit-il dans une de ses prédications, « Il faut qu’il morde pour que le troupeau se rassemble ».

## Les combats de Horning
Il mène ses combats en chaire, mais aussi par diverses publications. En 1848 il s’oppose avec succès au projet de créer pour l’ensemble de la France une Église unie luthéro-réformée. En effet, selon lui, une telle union aurait sacrifié le lien particulier entretenu par la tradition luthérienne avec les confessions du XVIe siècle.
Face aux orientations théologiques libérales des autorités de l’Église luthérienne et d’une grande partie des pasteurs, il soutient qu’il ne peut pas y avoir deux vérités dans une Église et que toutes les opinions ne peuvent être également soutenues. Le Directoire, autorité de l’Église de la Confession d’Augsbourg, ne doit pas, selon lui, se borner à fonctionner comme une instance administrative neutre, mais agir sur la base de la confession de foi qui lui a donné son nom. Aussi, il estime que c’est aussi cette confession que les pasteurs doivent s’engager à respecter lorsqu’ils sont ordonnés. Il estime également que l'Église doit soutenir les missions luthériennes. Il prône, pour l’instruction religieuse des jeunes, le recours au Petit Catéchisme de Luther, en écartant d’autres catéchismes qui, selon lui, diluaient la foi en voulant l’accommoder à l’esprit du temps.
Lors des cultes qu’il célèbre, Horning enrichit le déroulement liturgique qui était en usage dans la plupart des paroisses. Il s’oppose énergiquement à une uniformisation réductrice du culte et écarte les recueils des nouveaux cantiques qui avaient, selon lui, mutilé ou supprimé les anciens cantiques des 16e et 17e siècles. Horning participe à l’élaboration d’un nouveau recueil de chant, qui paraît en 1863 et qui, après bien des combats, sera autorisé officiellement.

## Les relations avec les autorités
Elles furent difficiles. Horning voulait utiliser le catéchisme traditionnel, alors que le directoire de l'Église voulait introduire d’autres textes qu’il jugeait plus modernes. Selon Horning, il fallait autoriser le fidèle d’une paroisse, insatisfait de la prédication de son pasteur, à se tourner vers le pasteur d’une autre paroisse resté fidèle aux confessions de foi luthériennes. Il finit par obtenir gain de cause malgré les réserves du directoire. À plusieurs reprises, Horning est convoqué par le Directoire qui lui reproche ses polémiques ou ses innovations dans le culte paroissial. Horning refuse de se soumettre. Par douze fois, il adresse, avec certains de ses collègues, des suppliques à Napoléon III pour se plaindre de l’action du Directoire.

## Un bilan
L’homme était entier et refusait les compromis. Ses polémiques ne visaient pas seulement les idées, mais s’en prenaient aussi aux personnes. Il lui arrivait de confondre la cause qu’il défendait avec sa propre personne. Mais ses idées eurent un rayonnement considérable. Il n’a pas seulement restauré, il a réinséré beaucoup de ses coreligionnaires dans l’Église. Il était d’avis que la foi n’était pas seulement une affaire individuelle, mais qu’elle devait se vivre dans la communauté locale et se nourrir de la Parole de Dieu et des sacrements, dans la fidélité à la confession de foi de l’Église. Son insistance sur la paroisse, sur une liturgie plus riche, sur la formation catéchétique des jeunes et des adultes, a été largement reprise jusqu’à nos jours, même si la critique du christianisme et la sécularisation posent d’autres questions aux Églises et suscitent encore d’autres réponses telles que l’évangélisation, le travail social et la prise en compte de la culture ambiante.

## Hommages
Frédéric Horning est inhumé au cimetière Sainte-Hélène de Strasbourg. La tombe de sa fille Johanna (1874-1888), surmontée d'une statue blanche d'ange ailé, agenouillé en prière, se trouve dans le même enclos.

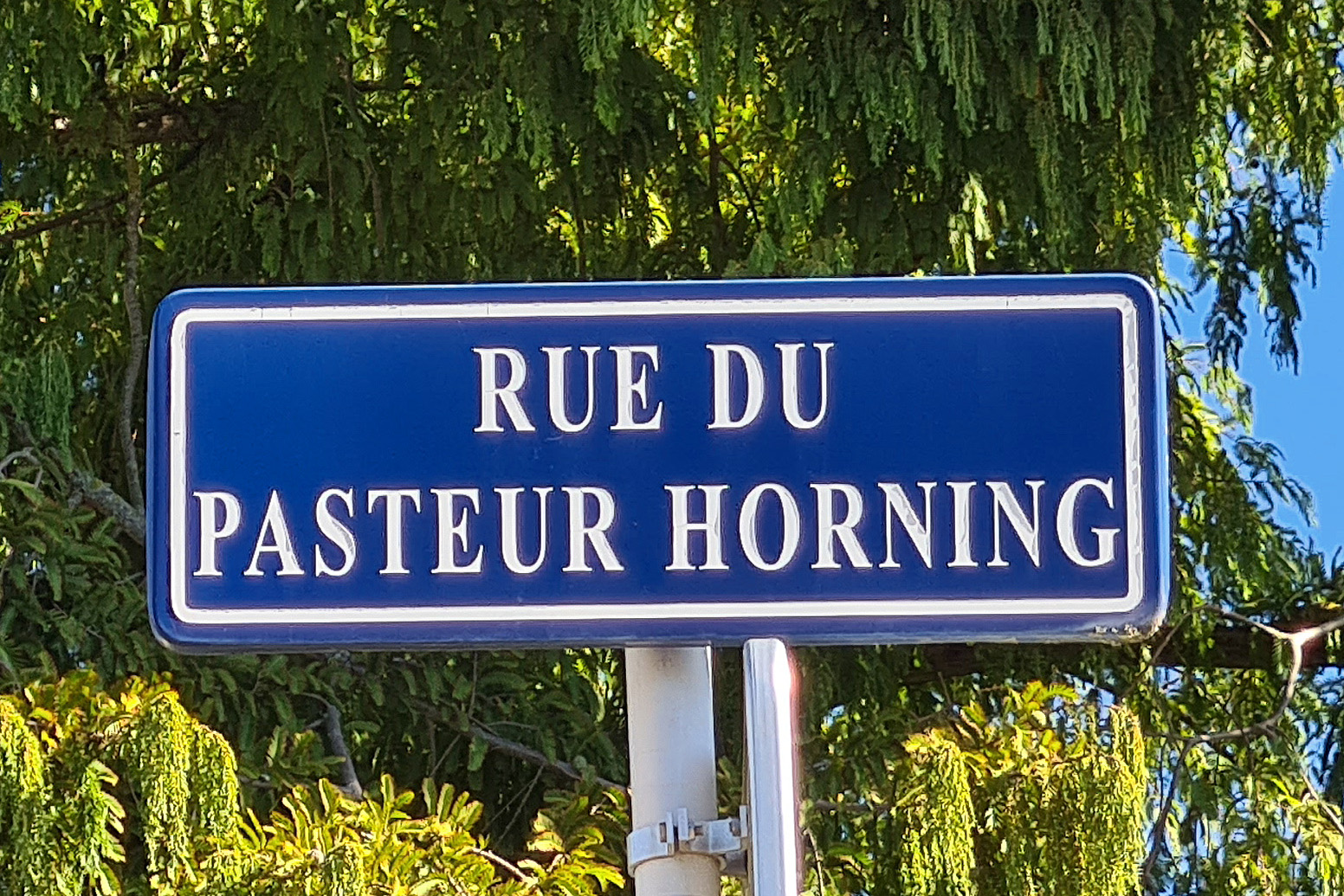
La rue du pasteur-Horning au Neuhof.

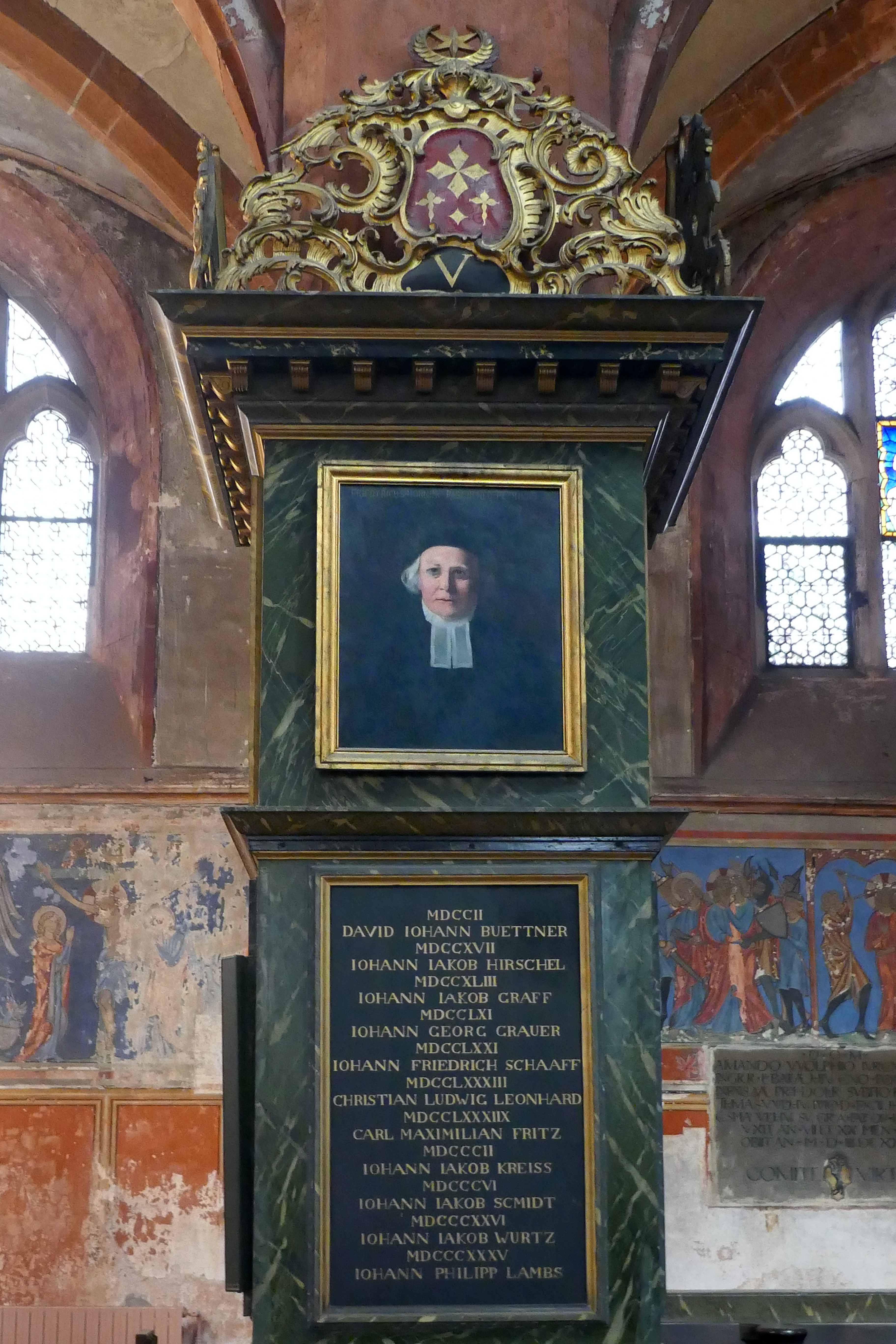
Portrait par Léon Hornecker à l'église Saint-Pierre-le-Jeune.

Une rue de Strasbourg, dans le quartier du Neuhof, perpétue sa mémoire, la rue du Pasteur-Horning, ainsi qu'un médaillon dans l'église protestante Saint-Pierre-le-Jeune de Strasbourg par le sculpteur Louis Stienne et un portrait par le peintre Léon Hornecker sur un pilier de la nef de cette église. Émile Schweitzer a également dessiné son portrait (1882) et Charles Winter a réalisé plusieurs photographies.

## Publications
La liste de ses publications figure dans l'ouvrage de Marc Lienhard, Frédéric Horning, 1802-1882. Au cœur du Réveil luthérien dans l’Alsace du XIXe siècle (2009).

### Archives
- Procès-verbaux des séances du Conseil presbytéral 1846-1882 : Paroisse Saint-Pierre-le-Jeune
- Dossier personnel de Horning : Archives départementales du Bas-Rhin
- Difficultés dogmatiques. Dissensions au sein de l’Église de la Confession d’Augsbourg : Préfecture du Bas-Rhin
- Mémoire adressé à Napoléon III : Archives Nationales, Paris